# Seras-tu là ? (chanson)
Pour les articles homonymes, voir Seras-tu là ?.
Singles de Michel Berger
L'Amour est là
(1974) Que l'amour est bizarre (single promo)
(1975)
Seras-tu là ? est une chanson écrite, composée et interprétée par Michel Berger. Sortie en 1975, elle est extraite  de l'album Que l'amour est bizarre et parue en single la même année. Le chanteur retranscrit son angoisse de séparation, engendrée par une séparation douloureuse, dans cette chanson. À travers celle-ci, il demande à sa compagne Véronique Sanson si elle le suivra[source insuffisante], et évidemment si elle sera toujours présente pour lui[source insuffisante]. Mais cette dernière avait déjà quitté l'artiste à cette période. Elle lui répondra avec une chanson nommée Je serai là.

## Historique
Le titre ne rencontre pas de succès immédiat, mais deviendra un classique du répertoire de Berger au fur et à mesure et à la suite du succès du chanteur au début des années 1980, qu'il reprendra lors de ses concerts au Palais des Sports et au Zénith.
Berger reprendra la chanson avec Jean-Jacques Goldman lors d'un numéro de l'émission Le Grand Échiquier en 1985,. À noter, que ce sera une des seules chansons que chantera Michel Berger avec Jean-Jacques Goldman.

## Reprises
La chanson a connu de nombreuses reprises, dont : 
- Véronique Sanson la reprendra en 1993 lors de son passage au Zénith, qui sortira en single avec succès (10e au Top 50 et plus de 50 000 exemplaires vendus[4]).
- Françoise Hardy, qui l'avait interprété en duo avec Julien Clerc pour l'album Kiss & Love en 2014[5], l'inscrit dans son répertoire en l'enregistrant pour son album Personne d'autre, sorti en 2018.

## Classements
| Classement (1975)                       | Meilleure place |
| --------------------------------------- | --------------- |
| France (IFOP)                           | 43              |
| Belgique (Wallonie Ultratop 50 Singles) | 41              |

| Classement (2012-2015)                                          | Meilleure place |
| --------------------------------------------------------------- | --------------- |
| Belgique (Wallonie (Ultratop 50 Singles) Back Catalogue Singles | 4               |
| France (SNEP)                                                   | 109             |

| Classement (2018) | Meilleure place |
| ----------------- | --------------- |
| France (SNEP)     | 67              |

| Classement (1994) | Meilleure place |
| ----------------- | --------------- |
| France (SNEP)     | 10              |

| Classement (2018) | Meilleure place |
| ----------------- | --------------- |
| France (SNEP)     | 41              |